# Palmarès del Persepolis Football Club
Il Persepolis Football Club (in persiano باشگاه فوتبال پرسپولیس‎), meglio noto come Persepolis, è una società calcistica iraniana di Teheran, sezione calcistica della polisportiva Persepolis Athletic and Cultural Club.

## Competizioni nazionali

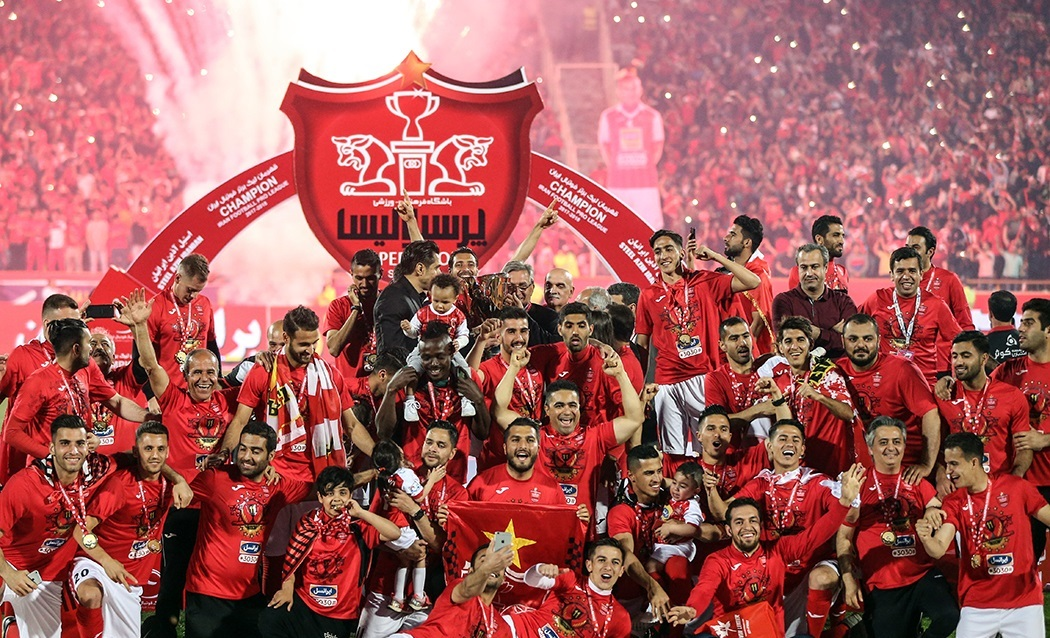
Il Persepolis celebra il titolo nazionale vinto nel 2017-2018.

- Campionato iraniano: 16  (record)

1971-1972, 1973-1974, 1975-1976, 1995-1996, 1996-1997, 1998-1999, 1999-2000, 2001-2002, 2007-2008, 2016-2017, 2017-2018, 2018-2019, 2019-2020, 2020-2021, 2022-2023, 2023-2024
- Coppa dell'Iran: 7

1986-1987, 1990-1991, 1998-1999, 2009-2010, 2010-2011, 2018-2019, 2022-2023
- Supercoppa dell'Iran: 5  (record)

2017, 2018, 2019, 2020, 2023
- Coppa del Trono di Jamshid: 2

1973-1974, 1975-1976
- Coppa Espandi: 1

1979
- Lega 17° Shahrivar: 1

1988

## Competizioni regionali
- Campionato provinciale di Teheran: 6

1982, 1984, 1986, 1987, 1988, 1989
- Supercoppa di Teheran: 1

1992
- Coppa Hazfi di Teheran: 3

1979, 1982, 1987
- Campionato locale: 1

1971

## Competizioni internazionali
- Coppe delle Coppe dell'AFC: 1

1990-1991

## Altri piazzamenti
- Campionato iraniano:

Secondo posto: 1974-1975, 1976-1977, 1977-1978, 1989-1990, 1992-1993, 1993-1994, 2000-2001, 2013-2014, 2015-2016, 2021-2022
Terzo posto: 1991-1992, 2002-2003, 2006-2007, 2024-2025
- Coppa dell'Iran:

Finalista: 2005-2006, 2012-2013
Semifinalista: 1988-1989, 1990-1991, 2006-2007, 2014-2015, 2019-2020
- Supercoppa dell'Iran:

Finalista: 2021, 2024
- Coppa del Trono di Jamshid:

Secondo posto: 1974-1975, 1976-1977, 1977-1978
- Coppa Shahid Espandi 1979:

Finalista: 1979
- AFC Champions League:

Finalista: 2018, 2020
Semifinalista: 1996-1997, 1997-1998, 1999-2000, 2000-2001, 2017
- Coppa delle Coppe dell'AFC:

Finalista: 1992-1993